# توافق جمعی

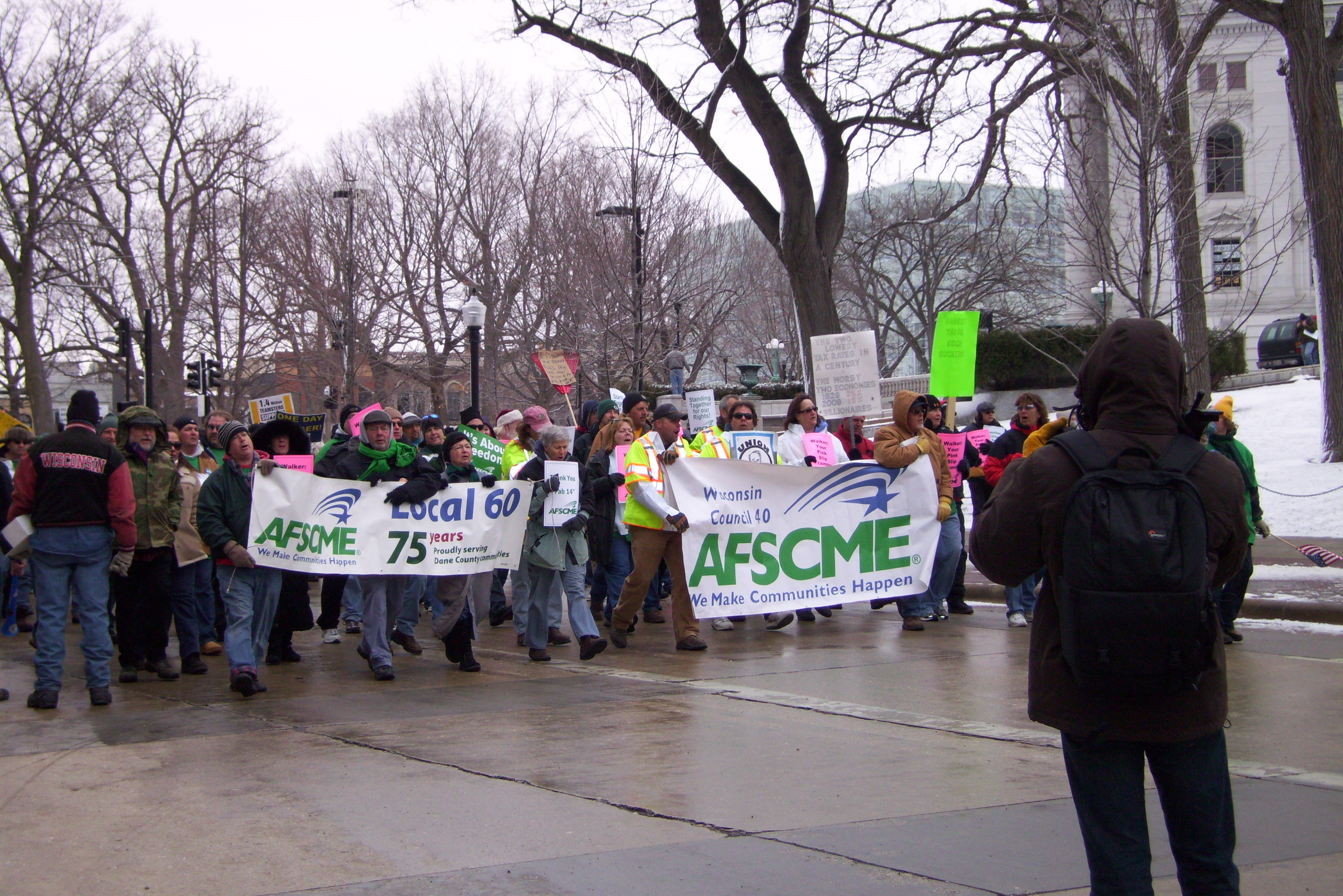
معترضان انجمن AFSCME درحال پیاده‌روی در Wisconsin

توافق جمعی (به انگلیسی: collective agreement)، «توافق‌نامه جمعی کار»‏ (CLA) یا «توافق‌نامه جمعی چانه‌زنی»‏ (CBA)، یک قرارداد کتبی است که به‌صورت جمعی در مورد چانه‌زنی دسته‌جمعی کارکنان توسط یک یا چند اتحادیه تجاری با مدیریت یک شرکت (انجمن کارفرمایان) مذاکره شده، شرایط و ضوابط کارکنان در هنگام کار را تنظیم می‌کند. این تنظیمات شامل تنظیم دست‌مزد، مزایا و وظایف کارکنان و وظایف و مسؤلیت‌های کارفرما یا کارفرمایان می‌شود و اغلب دربرگیرنده مقررات برای فرایند حل منازعات نیز می‌باشد.

## فنلاند
در فنلاند، توافق‌نامه‌های جمعی کار، دارای اعتبار جهانی اند. این یعنی یک قرارداد جمعی در یک سکتور اقتصادی، حد اقل معیارهای قانونی قابل تطبیق در سراسر جهان برای هر قرارداد کاری افراد، که عضو اتحادیه باشند یا نباشند، می‌شود. برای اعمال این شرط، نیمی از قوه کاری در آن سکتور نیاز دارند تا عضو اتحادیه باشند تا بتوانند از توافق‌نامه حمایت کنند.
کارگران مجبور نیستند تا به اتحادیه از محل کار خاصی بپیوندند. با این وجود، با میانگین ۷۰ درصد عضویت در اتحادیه، بیشتر قطاع اقتصادی، تحت یک توافق‌نامه جمعی کار قرار دارند. این توافق‌نامه‌ها مانع دست‌مزدها و مزایای بهتر نشده، بلکه حداقل معیارهای قانونی، مثل حداقل دست‌مزد، را وضع می‌کند. علاوه بر آن، اکثراً، نه همیشه، یک «سیاست توافق‌نامه عایدات ملی» به‌دست می‌آید که تمام اتحادیه‌های تجاری، انجمن‌های کارفرمایان و دولت فنلاند را دربر می‌گیرد.

## آلمان
توافق‌نامه‌های جمعی در آلمان از لحاظ قانونی الزام‌آور بوده و قابل قبول همه مردم هستند و باعث هیچ هشداری نمی‌شوند. از سوی دیگر در بریتانیا در روابط صنعتی، نگرش «آن‌ها و ما» قبلاً وجود داشته (و احتمالاً هنوز هم است). این وضعیت در آلمان پس از جنگ و برخی دیگر از کشورهای اروپای شمالی، بسیار متفاوت است. در آلمان، یک روحیه بهتر همکاری میان دو طرف صنعت وجود دارد. برای بیشتر از ۵۰ سال، کارگران آلمان بر اساس قانون، در هیئت مدیره شرکت نمایندگانی داشتند. به مدیریت و کارگران به‌صورت یک‌جا «شرکای اجتماعی» گفته می‌شود.

## سوئد
در سوئد تقریباً ۹۰ درصد تمام کارمندان، ۸۳ درصد قطاع خصوصی (۲۰۱۷) تحت پوشش توافق‌نامه‌های جمعی قرار دارند. توافق‌نامه‌های جمعی معمولاً حاوی احکامی هستند که به حداقل دستمزد می‌پردازند. سوئد مقررات قانونی در مورد حداقل دست‌مزد یا قوانینی در مورد گسترش توافق‌نامه‌های جمعی روی کارفرمایان سازمان نیافته، ندارد. کارفرمایان سازمان نیافته می‌توانند توافق‌نامه‌های جایگزین را مستقیماً با اتحادیه‌های تجاری امضا کنند، اما اکثراً این کار را انجام نمی‌دهند. مدل سوئدی تنظیم خودی تنها روی آن عهده محلات کار و کارمندان قابل تطبیق است که تحت پوشش توافق‌نامه‌های جمعی باشند.

## بریتانیا
در قانون عرفی، فورد علیه A.U.E.F. [1969]، ‏ دادگاه‌ها یک بار اعلام کردند که توافق‌نامه‌های جمعی الزام‌آور نیستند. بعداً، «مصوبه روابط صنعتی ۱۹۷۱»،  که توسط «رابرت کار» (وزیر استخدام در کابینه ادوارد هیث) معرفی شد، بیان داشت که توافق‌نامه‌های جمعی الزام‌آور اند مگر این‌که یک قرارداد کتبی حاوی بندی باشد که چیز دیگری را اعلام کند. پس از سقوط حکومت هیث، این قانون برای بازتاب رسوم در سیاست روابط صنعتی بریتانیا مبنی بر پرهیز قانونی از اختلافات محل کار، تغییر یافت.
این قانون حالا بخشی از «مصوبه اتحادیه تجاری و روابط کار 1992 s. ۱۷۹»‏ است، که به موجب آن در بریتانیا، توافق‌نامه‌های جمعی به‌طور قطعی از لحاظ قانونی الزام‌آور تقلی نمی‌شوند. این فرضیه می‌تواند در صورتی که توافق‌نامه به‌صورت کتبی بوده و حاوی یک حکم واضح در مورد تنفیذ قانونی آن باشد، باطل گردد.
با وجودی که قرارداد جمعی به خودی خود قابل تنفیذ نیست، بسیاری از شرایط مورد مذاکره، در مورد پرداخت دست‌مزد، شرایط، تعطیلات، حقوق بازنشستگی و … می‌باشد. این شرایط در قرارداد استخدام کارمندان گنجانیده خواهند شد (خواه آن کارمند عضو اتحادیه باشد یا خیر)؛ و قرارداد استخدام، البته قابل اجرا است. اگر شرایط جدید برای هر کسی قابل قبول نبود، آن‌ها می‌توانند به کارفرمای خود اعتراض کنند؛ اما در صورتی که اکثریت کارگران راضی باشند، شرکت می‌تواند شکایت کنندگان را، معمولاً بدون مجازات، اخراج کند.
قانون بریتانیا، ماهیت خصمانه تاریخی روابط صنعتی بریتانیا را منعکس می‌کند. همچنین، یک ترس نهفته برای کارمندان وجود دارد که اگر اتحادیه تجاری آن‌ها به دلیل نقض قرارداد جمعی مورد شکایت قرار گیرد، اتحادیه ورشکسته شده و کارمندان دیگر در مذاکرات جمعی فاقد خواهند بود. این وضعیت تأسف بار ممکن است، به‌طور جزئی از طریق تأثیرات اتحادیه اروپا، به آهستگی در حال تغییر باشد. شرکت‌های ژاپنی و چینی که در بریتانیا کارخانه دارند (مخصوصاً در صنعت موتورسازی) تلاش می‌کنند تا کارگران شان را با اخلاق شرکت آراسته کنند. این رویکرد توسط شرکت‌های بومی بریتانیا، مانند تسکو، نیز اتخاذ شده‌است.

## ایالات متحده
ایالات متحده، توافق‌نامه‌های جمعی شرایط استخدام و کار را به رسمیت می‌شناسد.